# Валентинуа
Валантинуа́ или Валентинуа́ (лат. Valentinus ager; фр. Valentinois) — некогда французское графство и герцогство, располагалось к северу от Нижней Изеры, на западе ограничивалось рекой Роной; прежде составляло часть провинции Дофине с главным городом Валансом; ныне его территория является западной частью французского департамента Дром.

Графство Валентинуа в 1250 г. (восточнее Виваруа)

Валантинуа, под латинским названием Pagus Valentinus, было известно ещё до 534 года, уже во времена первого королевства Бургундского. Первоначально было графством, в 1498 году сделано герцогством для Цезаря Борджиа, в 1642 году перешло к Гримальди, князьям Монако, носящим и теперь титул «герцогов Валантинуа».

## Подробнее
Графство существовало между реками Изер и Дром, по Роне; герцогство — от реки Дром по Роне доходило до графства Венессен.
Графство Валентинуа имело своих независимых государей с 950 года, когда Гонтар (Gontard) из дома графов Пуатье овладел им, — по 1419 год, когда Людовик де Пуатье, из ненависти к своей семье и обременённый долгами уступил его за определенную цену Карлу VII, бывшему тогда дофином, с условием, что оно будет присоединено к Дофине; но так как Карл не выполнил условий, то герцог Савойский, к кому в этом случае переходило право владения графством, завладел и графством и герцогством. В 1446 году он уступил их сыну Карла VII, Людовику XI, который и присоединил их к Дофине, а следовательно и к Франции.
Людовик XII объединил их в одно владетельное герцогство (duché pairie), которое отдал Цесарю Боржиа, сыну папы Александра VI. Дом Сен Валье (Saint-Vallier), происшедший от графов Пуатье, яро защищал свои права на это герцогство, и Жан, владевший Сен-Валье (fr:Jean de Poitiers), по этому делу вел в гренобльском парламенте (суде) продолжительную тяжбу. Франциск I позволил Диане де Пуатье, дочери Жана, пользоваться доходами и жить в герцогстве до окончания судебного процесса.
Главный город Валанс вошёл в состав герцогства только после его присоединения к Дофине. Людовик XIII в 1642 году отдал Валентинуа дому Монако, и с тех пор старшая линия этого дома присоединила к своему титулу звание герцогов Валентинуа.
В 1790 году Валентинуа вошло в состав департамента, названного по реке Дром.